# Pen & Paper
Pen & Paper, conosciuta anche come Pen & Paper (Something Typical), è una canzone del gruppo musicale statunitense The Red Jumpsuit Apparatus, estratto come secondo singolo dal loro terzo album Lonely Road. È stato pubblicato il 6 gennaio 2009 come singolo digitale e il 27 febbraio dello stesso anno in CD.

## Video musicale
Il video, diretto da Chris Folkens, mostra i diversi membri della band eseguire il brano in una stanza e, nello stesso tempo, prendere delle foto di loro vecchi amici e stracciarle. Successivamente, appendono le foto di questi ultimi a dei pali nel giardino della casa e le colpiscono violentemente con mazze e altre armi contundenti. A loro si aggiungeranno molte altre persone che, strappando anch'essi in due le foto dei loro falsi amici, le colpiranno poi con una mazza da baseball, prima di creare un cumulo e bruciare tutte le foto.

## Tracce
1. Pen & Paper – 3:24

## Classifiche
| Classifica (2009)         | Posizione massima |
| ------------------------- | ----------------- |
| Stati Uniti               | 75                |
| Stati Uniti (alternative) | 32                |
| Stati Uniti (digital)     | 46                |